# حفيد نوراريهيون
حفيد نوراريهيون (باليابانية: ぬらりひょんの孫، بالروماجي:  Nurarihyon no Mago) هي سلسلة مانغا يابانية من تأليف ورسم هيروشي شيباشي، صدرت في مارس عام 2008 حتى ديسمبر عام 2012، في مجلة شونن جمب الأسبوعية، وتكونت المانغا من 25 مجلدا، وفي 4 ديسمبر 2012 ، تم تجميع المانغا في 24 مجلد تانكوبون من شوئيشا، وتم إصدار المجلد الأول في 4 أغسطس عام 2008. إنتجت إلى أنمي تلفزيون من قبل ستوديو دين، عرض في 6 يوليو عام 2010 حتى 21 ديسمبر عام 2010، وتكون من 26 حلقة + 1 أوفا، وقام ستوديو دين بإنتاج موسم ثاني للأنمي عرض في 3 يوليو عام 2011 حتى 18 ديسمبر عام 2011 وتكون 26 حلقة + 2 أوفا.

## القصة
تدور أحداث القصة عن ريكو نورا، هو فتى في الثالثة عشر من عمره، لكنه ليس بشرياً كامل بل ربع جسمه يوكاي وبقيت جسمه إنسان، يعيش حياة مدرسية عادية، لكنه حفيد نوراريهيون ملك اليوكاي وقائد عشرة نورا، لذلك يجب عليه أن يكون وريث جده في خلافة العشيرة لأن ولده قد مات، إلا أن نفس ريكو البشرية ترفض هذا الأمر تماماً، ويرغب بشدة عيش حياة بشرية طبيعية.

## الشخصيات

### الشخصيات الرئيسية
ريكو نورا (باليابانية: 奴良 リクオ، بالروماجي: Nura Rikuo)
مؤدي الصوت: جون فوكوياما
 إيري كيتامورا (أيام الطفولة)
تسورارا أويكاوا (باليابانية: 及川 氷麗، بالروماجي: Oikawa Tsurara)
مؤدية الصوت: يوي هوريه
يورا كيكاين (باليابانية: 花開院 ゆら، بالروماجي: Keikain Yur)
مؤدية الصوت: أي مايدا
كانا إيناغا (باليابانية: 家長 カナ، بالروماجي: Ienaga Kana)
مؤدية الصوت: أيا هيرانو

### عشيرة نورا
نوراريهويون (باليابانية: ぬらりひょん، بالروماجي: Nurarihyon)
مؤدي الصوت: تشيكاو أوتسكا
 كوجي يوسا (أيام الشباب)
ريهان نورا (باليابانية: 奴良 鯉伴، بالروماجي: Nura Rihan)
مؤدي الصوت: كيجي فوجيوارا
يوهيمي (باليابانية: 珱姫، بالروماجي: Yōhime)
مؤدية الصوت: هوكو كواشيما
واكانا نورا (باليابانية: 奴良 若菜، بالروماجي: Nura Wakana)
مؤدية الصوت: ريسا ميزونو
سيتسورا (باليابانية: 雪麗، بالروماجي: Setsura)
مؤدية الصوت: يوي هوريه
أوتابو (باليابانية: 青田坊، بالروماجي: Aotabō)
مؤدي الصوت: هيروكي ياسوموتو
كوروتابي (باليابانية: 黒田坊، بالروماجي: Kurotabō)
مؤدي الصوت: كوسكي توريومي
كوبيناشي (باليابانية: 首無، بالروماجي: Kubinashi)
مؤدي الصوت: تاكاهيرو ساكوراي
كيجورو (باليابانية: 毛倡妓، بالروماجي: Kejōrō)
مؤدية الصوت: يومي كاكازو
كابا (باليابانية: 河童، بالروماجي: Kappa)
مؤدي الصوت: ماساهيتو يابيه
ناتو كوزو (باليابانية: 納豆小僧، بالروماجي: Nattō Kozōu)
مؤدي الصوت: ساتومي أراي(الصوت الأول)
إتسكو كوزاكورا(الصوت الثاني)
تينغو كاراسو (باليابانية: 鴉天狗، بالروماجي: Karasu Tengu)
مؤدي الصوت: جونجي ماجيما
نوريغاراسو
مؤدية الصوت: يوكاري تامورا(أوفا)
غاراسو سانبا (باليابانية: 三羽鴉، بالروماجي: Sanba Garasu)
كورومارو (باليابانية: 黒羽丸، بالروماجي: Kuromaru)
مؤدي الصوت: هيرو شيمونو
توساكامارو (باليابانية: トサカ丸، بالروماجي: Tosakamaru)
مؤدي الصوت: ميو إيرينو
ساسامي (باليابانية: ささ美، بالروماجي: Sasami)
مؤدية الصوت: آمي كوشيميزو
جامي (باليابانية: 邪魅، بالروماجي: Jami)
مؤدية الصوت: يو أساكاوا
داروما موكوغيو (باليابانية: 木魚達磨، بالروماجي: Mokugyo Daruma)
مؤدي الصوت: شينباتشي تسوجي

### عشيرة ياكوشي
زين (باليابانية: 鴆، بالروماجي: Zen)
مؤدي الصوت: توموكازو سوغيتا
هيبيدايو (باليابانية: 蛇太夫، بالروماجي: Hebidayu)
مؤدي الصوت: ماساهيتو يابيه

### عشيرة غيوكي
غيوكي (باليابانية: 牛鬼، بالروماجي: Gyūki)
مؤدية الصوت: جوجي ناكاتا
غوزومارو (باليابانية: 牛頭丸، بالروماجي: Gozumaru)
مؤدي الصوت: هيرويوكي يوشينو
ميزومارو (باليابانية: 馬頭丸، بالروماجي: Mezumaru)
مؤدي الصوت: سويتشيرو هوشي

### عشيرة باكينوكو
ريوتا نيكو (باليابانية: 良太猫، بالروماجي: Ryōta Neko)
مؤدي الصوت: ماكوتو إيشي
سابورو نيكو (باليابانية: 三郎猫، بالروماجي: Saburō Neko)
مؤدي الصوت: شوهي كاجيكاوا

### عشيرة كيوسو
كيوسو (باليابانية: 旧鼠، بالروماجي: Kyūso)
مؤدي الصوت: تاكيهيتو كوياسو

## وصلات خارجية
- موقع الأنمي الرسمي (باليابانية)
- موقع بي إس11 الرسمي
- Vomic Site

حفيد نوراريهيون على موقع ANN manga (الإنجليزية)